# Christof Marselis
Christof Marselis (ukendt fødselsår, død 1731) var en polskfødt arkitekt, der var fra 1702 til 1716 var virksom i Danmark som kongelig arkitekt under Wilhelm Friedrich von Platen.
Christof Marselis voksede op ved Jan 3.s hof i Warszawa. Han kom til Danmark efter studier og arbejde i Holland, Tyskland og Italien. Som kongelig arkitekt medvirkede han ved byggeriet af Garnisons Kirke, Staldmestergården og Frederiksberg Slot. Han arbejdede her sammen med Ernst Brandenburger.
Han vendte herefter retur til Tyskland og Polen, ligesom han i 1725 tegnede et forslag til en ny domkirke i Sankt Petersborg, som aldrig blev realiseret.